# Chiesa di San Giovanni Battista (Carcare)
La chiesa di San Giovanni Battista è un luogo di culto cattolico situato nel comune di Carcare, in piazza Guglielmo Marconi, in provincia di Savona. La chiesa è sede della parrocchia omonima della zona pastorale Savonese della diocesi di Acqui.

## Storia

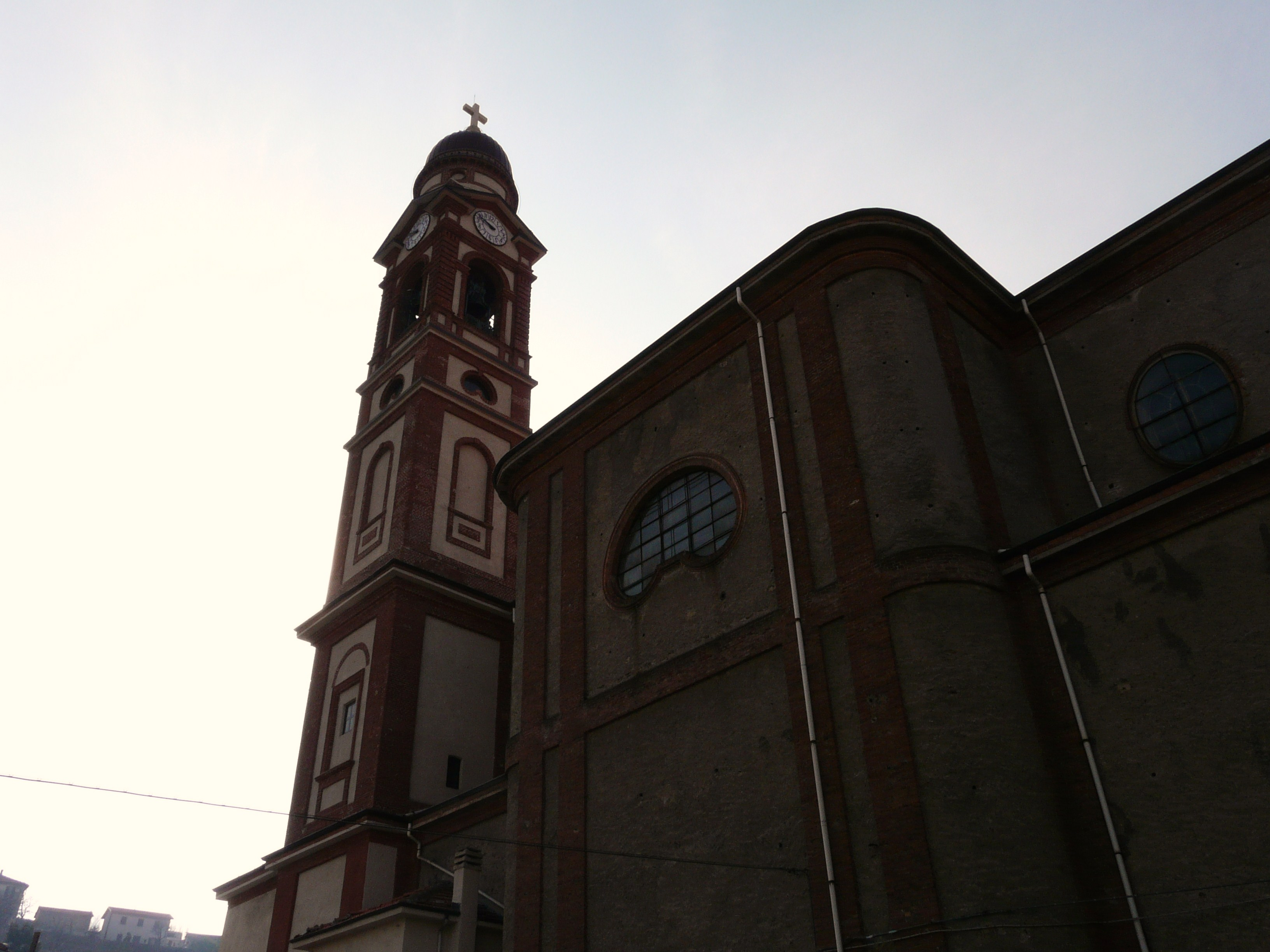
Particolare della struttura

Una prima chiesa, facente funzione parrocchiale, fu edificata nell'attuale zona di via Giuseppe Garibaldi intorno al XIII secolo. Le sempre più frequenti alluvioni del fiume Bormida di Pallare, e l'oramai insufficienza dell'edificio per la crescita della popolazione, spinsero alla costruzione di un nuovo tempio religioso in località Del Castello.
Il 24 giugno del 1888, nella festività di san Giovanni Battista, si diedero inizio ai lavori di edificazione che terminarono nel 1890 e con la solenne consacrazione del vescovo di Acqui monsignor Giuseppe Marello il 7 agosto del 1891.

## Descrizione
La struttura si presenta ad unica navata in stile barocco con decorazioni in stucco e affreschi della volta del pittore Giovanni Borgna di Saluzzo raffiguranti scene di vita di san Giovanni Battista; altri stucchi, in particolare nell'ultima cappella, sono opera del pittore Alfredo Luxoro.
Tra le opere conservate un crocifisso dello scultore Anton Maria Maragliano, una statua nel secondo altare di Antonio Brilla, una marmorea, nel pronao, raffigurante la Madonna della Misericordia e diversi dipinti di Tammar Luxoro. L'organo, opera di Camillo Bianchi di Novi Ligure, è datato al 1877.
Nella nicchia della facciata era posizionata una statua marmorea ritraente San Giovanni Battista, opera dei fratelli Galeotti di Savona, sostituita nel 1989 da una nuova in bronzo.